# St Patrick's College de Maynooth
Le St Patrick's College de Maynooth, littéralement collège Saint-Patrick de Maynooth (irlandais : Coláiste Naoimh Phádraig, Maigh Nuad en galois) est le séminaire national d'Irlande de l'Église catholique. Il a le statut d'université pontificale. Il est localisé dans le village de Maynooth à 25 km de Dublin. En 2012, 80 élèves tentaient d'y devenir prêtre, auxquels s'ajoutaient 63 séminaristes résidents et d'autres non résidents.
On abrège souvent le nom en Maynooth College. Il a été fondé en 1795 en tant que Royal  College of St Patrick par un décret du parlement de Grattan présenté par le secrétaire d'État d'alors, Thomas Pelham.
Le caractère pontifical du collège est établi depuis 1896. Il est habilité à délivrer des diplômes en droit canon, en philosophie et en théologie. Il est ègalement associé à la National University of Ireland, Maynooth.

## Histoire
La ville de Maynooth, fut le siège des Fitzgerald, comtes de Kildare. La tour de lierre attachée à l'église protestante Sainte-Marie est tout ce qui reste de l'ancien collège de Sainte-Marie de Maynooth. C'est en 1518,que Gerald FitzGerald, 9e Comte de Kildare, demanda à l'archevêque de Dublin (William Rokeby), l'autorisation de fonder un collège à Maynooth: le Collège de la Bienheureuse Vierge Marie .
Le Saint Patrick's College de Maynooth a été fondé entre 1793 et 1795 dans le contexte de bouleversements de la Révolution française, à la suite de la fermeture des Collèges des Irlandais et notamment du Collège des Lombards et du Collège des irlandais de Paris.

## Étudiants célèbres
- Christopher Costigan (1810 - 1825), premier explorateur du Jourdain et de la mer Morte.